# Бевис, Джон
Джон Бевис (10 ноября 1695 года, Олд-Сарум, Уилтшир — 6 ноября 1771 года) — английский врач и астроном.
Стал известным после открытия Крабовидной туманности в 1731 году.
Бевис также наблюдал затмение Венерой Меркурия 28 мая 1737 года, также наблюдал и рассчитал правила затмения спутников Юпитера.
Около 1750 года Джон Бевис составил звёздный каталог-атлас «Uranographia Britannica».
Кроме того, занимался электрическими опытами; обнаружил, что сила разряда лейденской банки возрастает после обматывания фольгой.
В 1757 году опубликовал в Лондоне том «История и философия землетрясений», в котором собрал отчеты о Лиссабонском землетрясении 1755 года из различных достоверных источников. Этот, исторически первый, обзор был впоследствии использован основателем сейсмологии Джоном Мичеллом в 1760 году в докладе Лондонскому Королевскому Обществу .
Погиб в результате несчастного случая 6 ноября 1771 года: на него упал его собственный телескоп.